# Brdski ranjenik
Brdski ranjenik (ranovka sitnolistna; Lat. Anthyllis montana),  zimzelena trajnica iz roda ranjenika (Anthyllis), porodica Mahunarki (Fabaceae). Raširena je po južnoj Europi (uključujući Hrvatsku).
Crvenih je cvjetova i sitnih je listova, pa je nazivana i ranovka sitnolistna. U visinu naraste do 30 cm. Postoje dvije podvrste, obje rastu u Hrvatskoj

## Podvrste
- Anthyllis montana subsp. montana
- Anthyllis montana subsp. jacquinii (Rchb.f.) Rohlena

## Galerija
- A. montana
- A. montana
- A. montana
- A. montana